# آنجیاری
آنجیاری (به ایتالیایی: Angiari) یک کومونه در ایتالیا است که در استان ورونا واقع شده‌است. آنجیاری ۱۳٫۵ کیلومتر مربع مساحت و ۱٬۸۹۲ نفر جمعیت دارد و ۱۷ متر بالاتر از سطح دریا واقع شده‌است.